# Steve McCurry
Steve McCurry (Filadèlfia, 23 d'abril de 1950) és un fotògraf independent i fotoperiodista estatunidenc. La seva foto Afghan Girl, d'una noia amb ulls verds penetrants, ha aparegut diverses vegades a la portada de la revista National Geographic. McCurry és membre de l'agència internacional Magnum Photos des de 1986.
McCurry ha rebut nombrosos premis, com ara el Magazine Photographer of the Year, atorgat per la National Press Photographers Association, la Medalla del Centenari de la Royal Photographic Society, i dos primers premis al concurs World Press Photo (1985 i 1992).

## Trajectòria
La carrera professional de McCurry va començar quan, vestit amb roba tradicional afganesa, va creuar la frontera pakistanesa cap a les àrees controlades pels rebels de l'Afganistan just abans de la Guerra afgano-soviètica: «Tan aviat com vaig travessar la frontera em vaig trobar amb unes 40 cases i unes quantes escoles que acabaven de bombardejar». Va marxar amb rotllos de pel·lícula cosits al turbant i embotits amb la roba interior. Aquestes imatges van ser publicades posteriorment per The New York Times, Time i Paris Match i li van fer guanyar la Medalla d'Or Robert Capa al millor reportatge fotogràfic a l'estranger.
McCurry va cobrir altres conflictes armats com la Guerra Iran-Iraq, la Guerra civil libanesa, la Guerra Civil de Cambodja, la Guerra del Golf i la Guerra Civil afganesa (1989–1992). Va estar a punt de perdre la vida en dues ocasions: gairebé s'ofega a l'Índia i va sobreviure a un accident d'avió a Iugoslàvia.
El 2015, va ser contractat per Microsoft per a realitzar les fotografies de Nova Zelanda que s'utilitzaven com a fons de pantalla a Windows 10.
El 2019, el seu llibre Steve McCurry. Animals va ser publicat per Taschen i és una recopilació de les seves fotografies preferides d'animals. El 2021, el biopic McCurry: The Pursuit of Color, dirigit per Denis Delestrac, va ser projectat al festival de cinema Doc NYC, al Festival de Màlaga i al Glasgow Film Festival, entre d'altres.

## Obra publicada
- Theroux, Paul; Photographs by Steve McCurry. The Imperial Way.  Boston: Houghton Mifflin, 1985. ISBN 978-0-395-39390-1.
- Monsoon.  Londres: Thames & Hudson, 1988. ISBN 978-0-500-27850-5.
- Portraits.  Londres: Phaidon Press, 1999. ISBN 978-0-7148-3839-7.
- South Southeast.  Londres: Phaidon Press, 2000. ISBN 978-0-7148-3938-7.
- Sanctuary: The Temples of Angkor.  Londres: Phaidon Press, 2002. ISBN 978-0-7148-4559-3.
- The Path to Buddha: A Tibetan Pilgrimage.  Londres: Phaidon Press, 2003. ISBN 978-0-7148-6314-6.
- Bannon, Anthony. Steve McCurry.  Londres: Phaidon Press, 2011 (Phaidon 55). ISBN 978-0-7148-6259-0.
- Looking East: Portraits.  Londres: Phaidon Press, 2006. ISBN 978-0-7148-4637-8.
- In the Shadow of Mountains.  Londres: Phaidon Press, 2007. ISBN 978-0-7148-4640-8.
- The Unguarded Moment.  Londres: Phaidon Press, 2009. ISBN 978-0-7148-4664-4.
- The Iconic Photographs.  Londres: Phaidon Press, 2012. ISBN 978-0-7148-6513-3.
- Steve McCurry Untold: The Stories Behind the Photographs.  Londres: Phaidon Press, 2013. ISBN 978-0-7148-6462-4.
- From These Hands: A Journey Along the Coffee Trail.  Londres: Phaidon Press, 2015. ISBN 978-0-7148-6898-1.
- Afghanistan.  Cologne: Taschen, 2017. ISBN 978-3-8365-6936-1.
- Steve McCurry: A Life in Pictures.  Londres: Laurence King Publishing, 2018. ISBN 978-1-78627-235-5.
- Steve McCurry In Search of Elsewhere: The Unseen Images.  Londres: Laurence King Publishing, 2020. ISBN 978-1-78627-917-0.